# Комиссаров, Осип Иванович

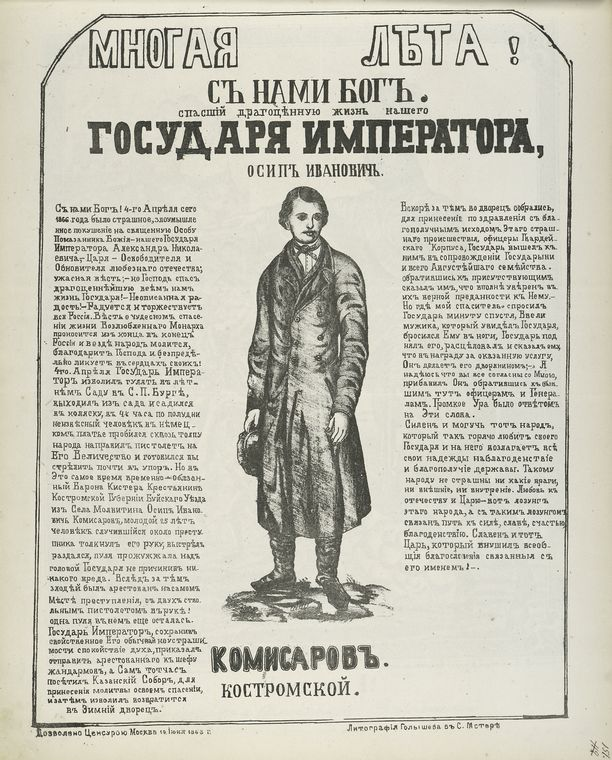
Лубочное сообщение о подвиге Осипа Комиссарова, 1866 год

О́сип Ива́нович Комисса́ров (Комисаров) (1838; село Молвитино, Буйский уезд, Костромская губерния (сейчас пгт. Сусанино, Сусанинский район, Костромская область), Российская империя — 1892; Полтавская губерния, Российская империя) — шапочный мастер,  временнообязанный крестьянин барона Кистера, уроженец Костромской губернии, который 4 апреля 1866 года спас жизнь императору Александру II, отведя в сторону руку покушавшегося на императора Д. Каракозова, за что был возведён в потомственное дворянство с фамилией Комиссаров-Костромской.

## Биография
Комиссаров был родом из села Молвитино Буйского уезда Костромской губернии. Поскольку уроженцы этого села издавна промышляли шитьём шляп и фуражек в больших городах, Осипа Комиссарова тоже с малолетства отдали в учение к петербургскому шляпному мастеру Садову.
4 апреля 1866 года Комиссаров, проходя мимо Летнего сада, увидел стоящий у ворот экипаж, вокруг которого толпились зеваки. Узнав, что коляска принадлежит царю, который гулял по саду, он присоединился к толпе. Вскоре он увидел Александра II, который, подойдя к коляске, стал надевать шинель. Но тут какой-то молодой человек (Д. Каракозов) стал грубо проталкиваться мимо Комиссарова вперёд, доставая пистолет и целясь в императора.
«Сам не знаю что, но сердце моё как-то особенно забилось, когда я увидел этого человека, который поспешно пробивался сквозь толпу; я невольно следил за ним, но потом, однако, забыл его, когда подошёл государь. Вдруг вижу, что он вынул и целит пистолет: мигом представилось мне, что, коли брошусь на него или толкну его руку в сторону, он убьёт кого-либо другого или меня, и я невольно и с силой толкнул его руку кверху; затем ничего не помню, меня как самого отуманило».
После разлетевшейся вести о спасении царя от руки убийцы простым русским мужиком в городе стало твориться нечто невообразимое. Во все церкви на торжественные молебны о здравии государя стекались толпы народа. Уже вечером 4 апреля Осип Иванович Комиссаров, одетый соответственно случаю, присутствовал на приёме в Зимнем дворце, где удостоился императорских объятий и горячей благодарности. Александр II повесил ему на грудь Владимирский крест IV степени и возвёл в потомственные дворяне с присвоением фамилии — Комиссаров-Костромской.
На Комиссарова обрушился поток наград, поздравлений и подарков. Н. А. Некрасов 9 апреля 1866 года во время чествования О. И. Комиссарова в Английском клубе прочитал панегирическое стихотворение, которое вкупе со славословием в адрес Муравьёва-Виленского серьёзно уронило репутацию поэта среди либеральной интеллигенции.
1 сентября у Летнего сада состоялась церемония закладки часовни Св. Александра Невского в память чудесного избавления царя от гибели. Красноречивую запись в своём дневнике сделал в тот день министр внутренних дел П. А. Валуев:

Довольно много народа. В числе лиц, участвовавших в церемонии, был Комиссаров. Он стоял подле своего изобретателя генерала Тотлебена. Он украшен разными иностранными орденами, что даёт ему вид чиновника, совершившего заграничные поездки в свите высоких особ. Стечение обстоятельств. Сегодня закладка часовни, завтра похороны Муравьёва, послезавтра казнь Каракозова.
Спустя примерно год после покушения опекун Комиссарова Э. И. Тотлебен определил его юнкером в Павлоградский 2-й лейб-гусарский полк. После выхода в отставку в 1877 году в чине ротмистра Комиссаров поселился в пожалованном ему имении в Полтавской губернии и занялся садоводством и пчеловодством. В дальнейшем Комиссаров постепенно спился. В 1892 году умер от белой горячки. По некоторым сведениям, в её приступе покончил с собой.

## Награды
- Потомственное дворянство[7], почётное прозвание Костромской и пожизненная пенсия в 3 тысячи рублей
- Орден Святого Владимира 4-й степени
- Медаль «4 апреля 1866 года», учреждённая специально для награждённого
- Командорский крест ордена Франца Иосифа (Австро-Венгрия)
- Кавалер ордена Почётного легиона (Франция)

## Прочие почести
- Поступок крестьянина Осипа Комисарова сравнивался с подвигом Ивана Сусанина, тем более что его родное село Молвитино находилось всего в 12 верстах от села Домнино — родины Сусанина[8]; в театрах играли оперу «Жизнь за царя», течение которой многократно прерывалось общим пением «Боже, царя храни»[8]. Московский историк и общественный деятель М. П. Погодин предлагал на собранные со всей России деньги купить Комиссарову имение и назвать его «Домнино второе»[9].
- Ряд городских представительных собраний, и в частности Московская городская Дума присвоили Комиссарову-Костромскому звание почётного гражданина[10]. Собрание обывателей Вознесенского Посада (Иваново-Вознесенск) приняло решение присвоить Комиссарову звание почётного гражданина посада. Звание было утверждено 30 апреля 1866 года. Таким образом О. И. Комиссаров является почётным гражданином города Иванова[11].
- Военное министерство в Петербурге собрало среди офицеров 9 тысяч рублей на дом для Комиссарова. Московское дворянство преподнесло ему золотую шпагу. Московский Английский клуб сделал бывшего крестьянина своим почётным членом. Бывший хозяин Комиссарова, владелец села Молвитина барон Кистер 10 апреля в трактире «Московский» дал обед для проживающих в Москве крестьян села Молвитино, которых собралось около 40 человек.
- Санкт-Петербургский монетный двор отчеканил медаль «В память чудесного спасения Императора Александра II 4 апреля 1866 г.» с портретом Комиссарова-Костромского на аверсе[9].
- В селе Молвитино был установлен памятник Комиссарову-Костромскому, простоявший до 1917 года[12].
- Особые почести Комиссарову были оказаны в Енисейской губернии, куда его отец — Иван Александрович Комиссаров — был сослан в своё время в село Назаровское за воровство. Иван Александрович прибыл на поселение в Назарово 1 апреля 1858 года. Его жена Евгения Ивановна в этом же году добровольно последовала за мужем в ссылку. Она умерла в Назарово в 1865 году[13]. Губернатор Енисейской губернии П. Н. Замятнин заказал поясной портрет Осипа Комиссарова. Портрет повесили в Благородном собрании Красноярска. Жители Красноярска собрали для Осипа Комиссарова-Костромского тысячу рублей на приобретение дома. В мужской гимназии Красноярска учредили несколько Комиссаровских стипендий[14].
- 4 апреля 1868 года в селе Назаровском Ачинского округа открылась богадельня им. О. И. Комиссарова-Костромского[15].
- В Москве наименование «Комиссаровская» получила двухгодичная ремесленная школа для детей бедных родителей и сирот с обучением портняжному, сапожному и переплётному ремёслам, ставшая родоначальником МГТУ «МАМИ»[16].